# Wojciech Młynarski
Pour les articles homonymes, voir Młynarski.
Wojciech Marian Młynarski, né le 26 mars 1941 à Varsovie (Pologne) et mort le 15 mars 2017 dans la même ville, est un écrivain, poète, auteur-compositeur, metteur en scène polonais.

## Biographie
Wojciech Młynarski fait ses études secondaires au lycée de Pruszków avant d'entreprendre des études de lettres (philologie polonaise) à l'Université de Varsovie, achevées en 1963. Pendant ses études, il participe aux activités du théâtre étudiant Hybrydy et au club étudiant du même nom. Il participe comme auteur au Festival national de musique polonaise d'Opole (chanson Ludzie to kupią interprétée par Janina Ostala).
Il travaille ensuite avec divers théâtres et cabarets (Dudek, Owca et Dreszczowiec). C'est alors qu'il écrit W Polskę idziemy, Po prostu wyjedź w Bieszczady, Ludzie to kupią, W co się bawić. Il travaille également pour la télévision où il crée le cycle des conseils de cœur, avec le morceau Polska miłość, et la chanson Niedziela na Głównym (Dimanche gare centrale) (1964) se référant à Dimanche à Orly de Gilbert Bécaud.
Dans les années 1970, il commence à écrire des textes plus longs : livrets d'opéra et comédies musicales : Henryk VI na łowach Henri VI à l'affut, Cień, Awantura w Recco. Il écrit les versions polonaises de Cabaret, Jesus Christ Superstar et Chicago. Sur la scène du théâtre Ateneum, il présente des spectacles consacrés à des auteurs et artistes renommés comme Jacques Brel, Marian Hemar, Hanka Ordonówna ou Vladimir Vyssotski.
Il invente le concept de feuilleton chanté. Des textes écrits ou traduits par Wojciech Młynarski sont rassemblés dans le livre Moje ulubione drzewo czyli Młynarski obowiązkowo (Mon arbre préféré ou Młynarski obligatoire) édité en 2007 chez Społeczny Instytut Wydawniczy Znak  (ISBN 978-83-240-0900-8).

## Œuvre
Wojciech Młynarski est l'auteur de centaines de paroles de chanson et de nombreux livrets et scénarios.
Wojciech Młynarski a traduit en polonais de nombreuses chansons françaises de Charles Aznavour, Gilbert Bécaud, Georges Brassens, Jacques Brel, Édith Piaf ou Charles Trenet.

## Discographie
- 1967 – Wojciech Młynarski śpiewa swoje piosenki
- 1968 – Dziewczyny bądźcie dla nas dobre na wiosnę
- 1970 – Obiad rodzinny
- 1971 – Recital '71
- 1980 – Szajba
- 1986 – Młynarski w Ateneum (initialement en cassettes réédition sur CD incomplète)
- 1989 – Jeszcze w zielone gramy
- 1989 – Młynarski w Paryżu (Młynarski à Paris)
- 1995 – Piosenki... ballady...
- 1995 – Róbmy swoje 95' (disponible en DVD)
- 2000 – Złota Kolekcja Absolutnie
- 2001 – Prawie całość (presque tout) (5 disques)
- 2002 – Niedziela na Głównym Gala 2001
- 2003 – Zamknięty rozdział
- 2004 – Młynarski i Sent. Jesteśmy na wczasach ... na żywo 2001
- 2005 – Czterdziecha
- 2006 – Od piosenki do piosenki. Gwiazdozbiór muzyki rozrywkowej
- 2008 – Pogadaj ze mną – (Chansons de Wojciech Młynarski et Włodzimierz Nahorny)

Wieczór liryczny.

## Récompenses et distinctions
Wojciech Młynarski a reçu de nombreuses distinctions et décorations polonaises et étrangères.